# 2S31自走炮
2S31「維也納」自走炮（俄語：2С31 Вена），是一款俄羅斯的120毫米自走炮。2S31自走炮是將一門120毫米2A80迫擊砲/加農炮裝載於BMP-3步兵戰車的底盤上。這款自走炮上裝有數位自動射控系統、導航系統，以及電子/光學偵察與目標搜索系統。迫擊炮（最大射程達7.2公里）以及加農炮（最大射程達13公里）皆可使用反戰車高爆彈、煙霧彈，以及空爆燃燒彈。整個武器系統重約19.1噸。

## 名稱
「2S31」這個名稱來自於該款自走炮在俄羅斯國防部火箭炮兵裝備總局中的代號。
Вена在俄語裏就是奧地利的首都維也納（德語：Wien，英語：Vienna）的寫法。

## 使用國家
- -18輛[1]

## 外部連結
- 2S31 Vena Technical Data Sheet - specifications - pictures - video（页面存档备份，存于）
- Description at the website of its manufacturer
- 2S31 Offered to Venezuela（页面存档备份，存于）